# Aphaenogaster subterranea
Aphaenogaster subterranea  (лат.) — вид муравьёв (Formicidae) рода Aphaenogaster из подсемейства Myrmicinae. Евразия.

## Распространение
Широко распространённый палеарктический вид. Евразия: от Великобритании, Германии, Франции, Польши, Испании, Украины и Италии в западной части ареала до Китая и России на востоке. Ближний Восток. Северная Африка (Алжир).

## Описание
Мелкие мирмициновые муравьи, длина около 5 мм, коричневого цвета. 4-члениковая булава усиков, в которых 12 сегментов. Стебелёк между грудкой и брюшком состоит из двух члеников: петиолюса и постпетиолюса (последний четко отделен от брюшка). Гнёзда земляные.
Вид был впервые описан в 1798 году французским энтомологом Пьером Андре Латрейлем (Pierre André Latreille, 1762—1833, Франция) под первоначальным названием Formica subterranea Latreille, 1798.
Обнаружена мутуалистическая ассоциация между муравьями Aphaenogaster subterranea и нимфами равнокрылых цикадовых насекомых Reptalus panzeri (Hemiptera: Cixiidae), которые питаются на корнях ясеня белого Fraxinus ornus.
- Подвид Aphaenogaster subterranea ichnusa Santschi, 1925
- Подвид Aphaenogaster subterranea subterranea (Latreille, 1798)
- Подвид Aphaenogaster subterranea valida Wheeler, 1915

## Фотографии разных каст

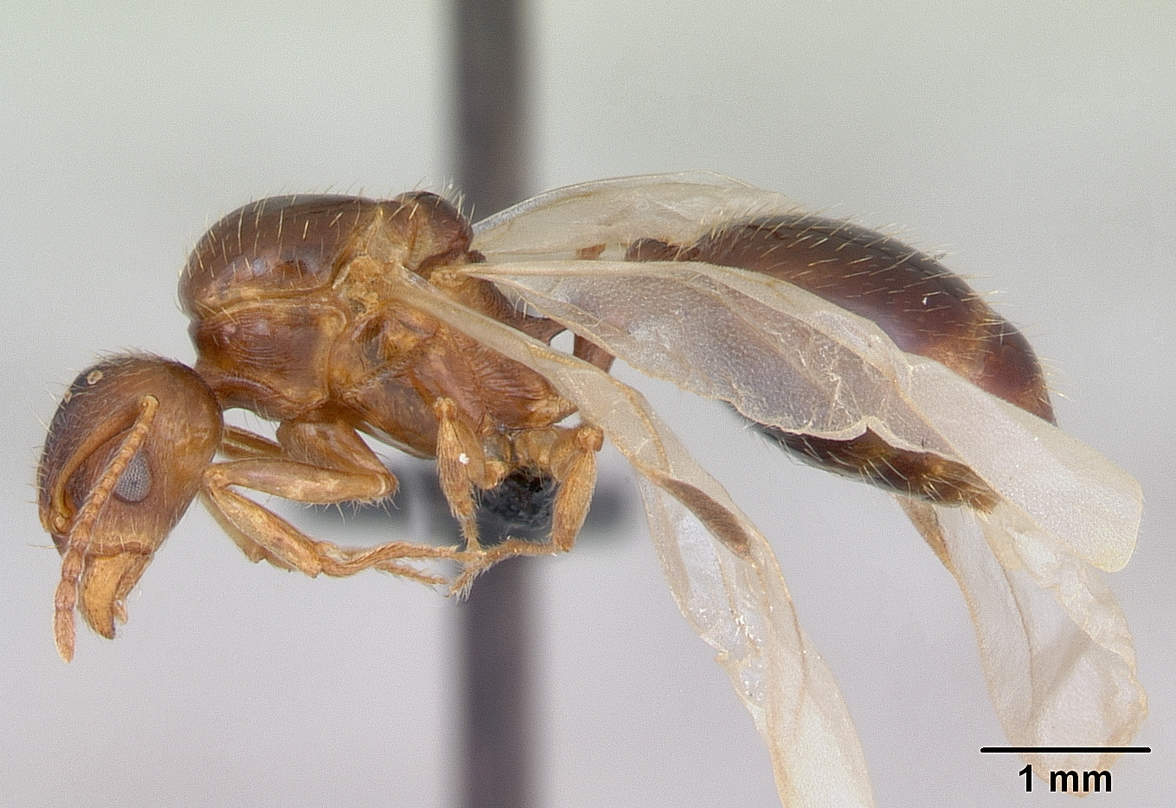
Крылатая самка сбоку
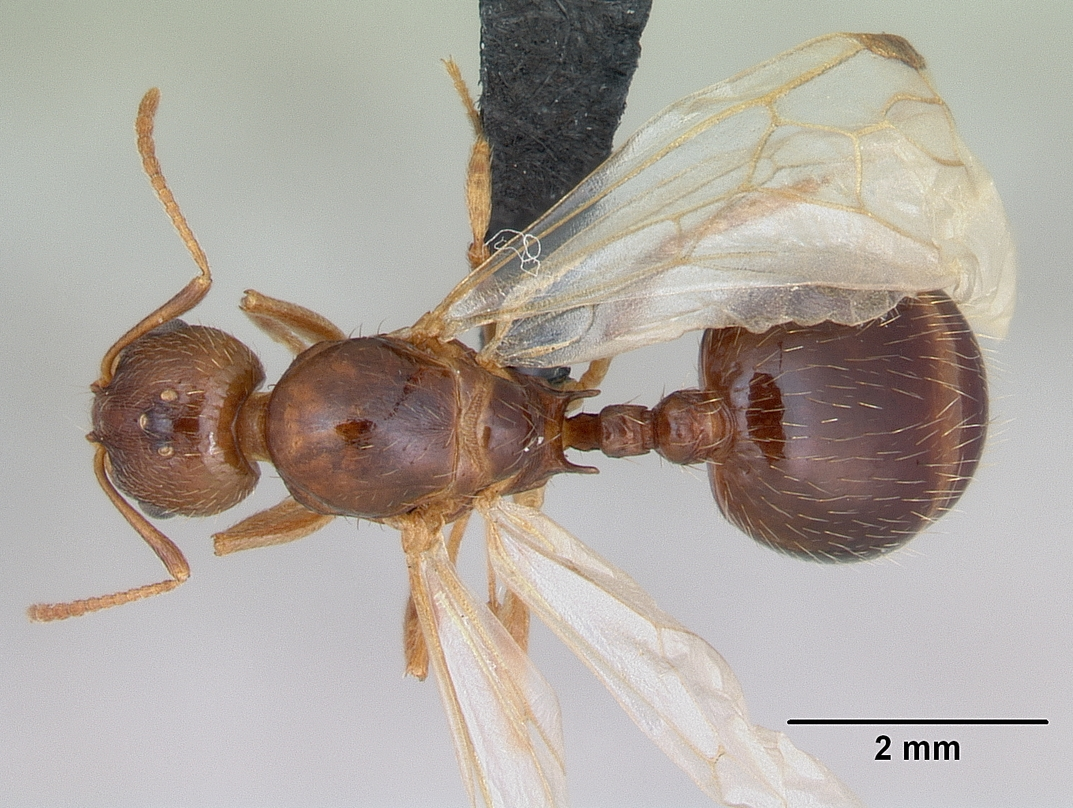
Крылатая самка сверху
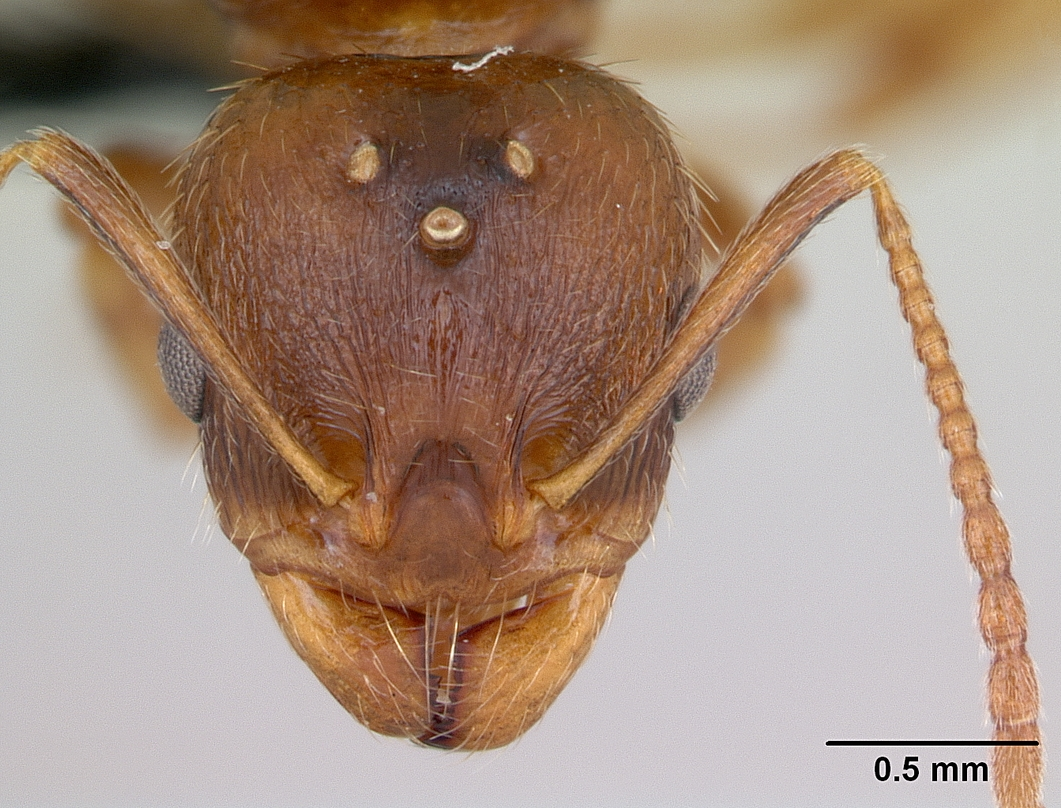
Крылатая самка, голова
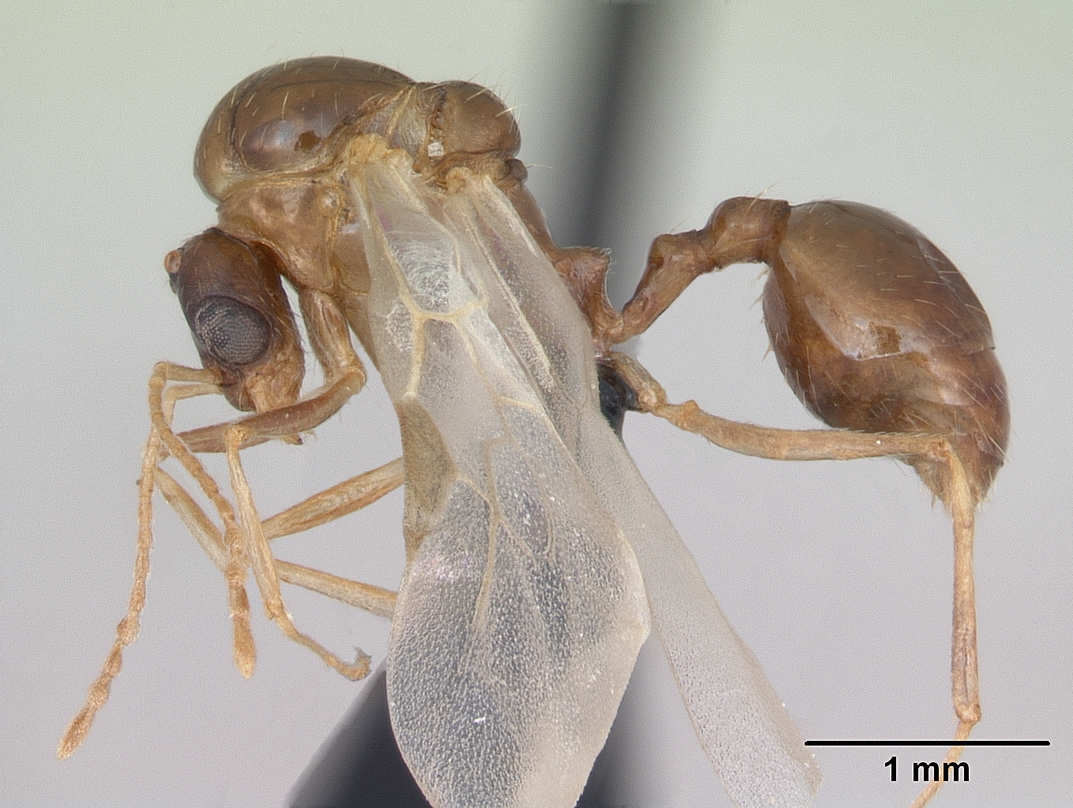
Крылатый самец сбоку
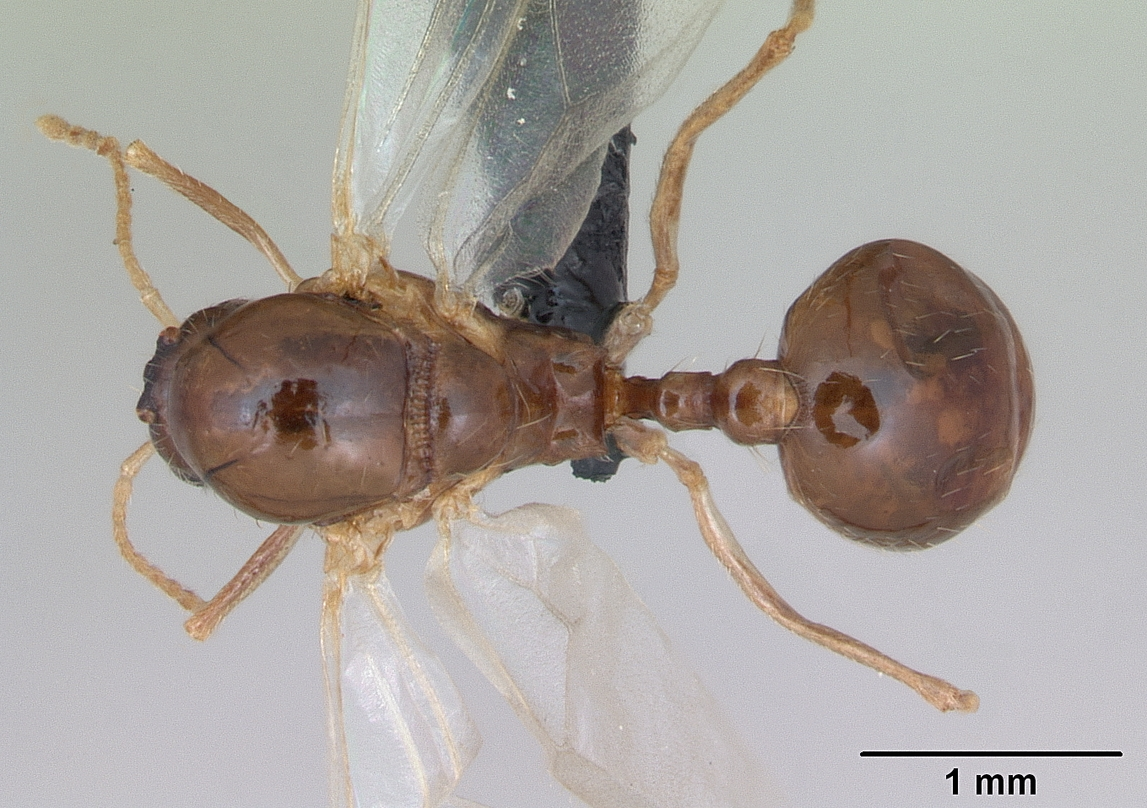
Крылатый самец сверху
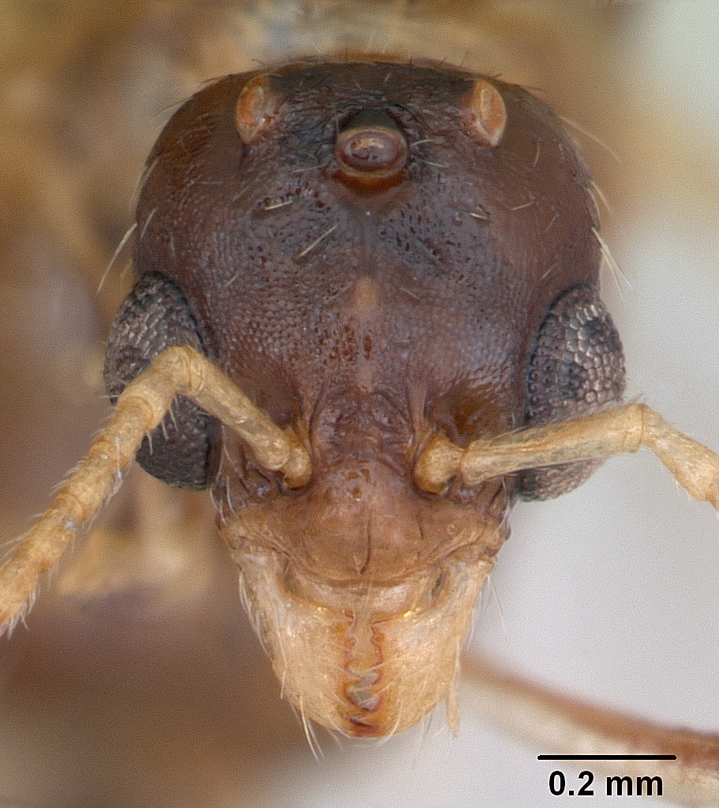
Крылатый самец, голова
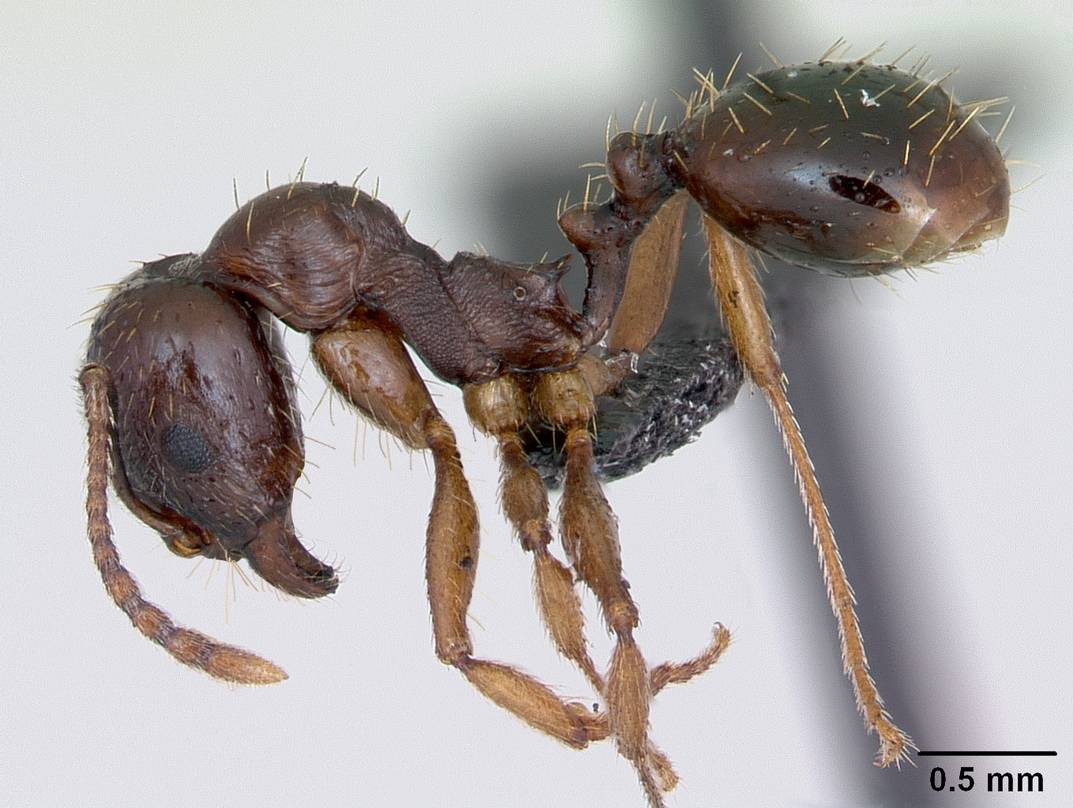
Рабочий сбоку